# Девід Філліпс (хокеїст)
Девід Філліпс (англ. David Phillips; 14 серпня 1987 у м. Беверлі, Англія) — британський хокеїст, захисник. Виступає за «Манчестер Сторм» (БЕЛ). 
Виступав за «Кінгстон Джетс», «Галл Стінгрейс», «Белфаст Джаєнтс», «Ковентрі Блейз»‎, «Рокфорд Айс-Догс» (АХЛ), «Толідо Воллай» (ХЛСУ), «Чикаго Вулвз» (АХЛ), «Гвінетт Гледіаторс» (ХЛСУ), «Лейк-Ері Монстерс» (АХЛ).
У складі національної збірної Великої Британії учасник чемпіонатів світу 2006 (дивізіон I), 2007 (дивізіон I), 2008 (дивізіон I), 2009 (дивізіон I) і 2011 (дивізіон I). У складі молодіжної збірної Великої Британії учасник чемпіонатів світу 2005 (дивізіон I), 2006 (дивізіон II) і 2007 (дивізіон I). У складі юніорської збірної Великої Британії учасник чемпіонатів світу 2004 (дивізіон II) і 2005 (дивізіон I).